# Vrana (żupania zadarska)
Vrana – wieś w Chorwacji, w żupanii zadarskiej, w gminie Pakoštane. W 2011 roku liczyła 790 mieszkańców.